# Neuroscelio storeyi
Neuroscelio storeyi är en stekelart som beskrevs av Galloway, Austin och Lubomir Masner 1992. Neuroscelio storeyi ingår i släktet Neuroscelio och familjen Scelionidae. Inga underarter finns listade i Catalogue of Life.